# 자말래딘 매햄매도프
자말래딘 하즈예비치 매햄매도프(아제르바이잔어: Camaləddin Hacıyeviç Məhəmmədov, 러시아어: Джамаладдин Гаджиевич Магомедов 자말라딘 가지예비치 마고메도프[*], 1989년 4월 14일~)는 러시아 출신 아제르바이잔의 레슬링 선수이다. 2012년 하계 올림픽과 2016년 하계 올림픽 남자 자유형 슈퍼헤비급에 참가했으며 세계 선수권 대회에서 은메달 1개, 동메달 2개, 유러피언 게임에서 동메달 2개, 유럽 선수권 대회에서 은메달 1개, 동메달 4개를 획득했다.